# Kostyrka (hromada Wysokopilla)
Kostyrka (ukr. Костирка) – wieś na Ukrainie, w obwodzie chersońskim, w rejonie berysławskim. W 2001 liczyła 139 mieszkańców, spośród których 125 posługiwało się językiem ukraińskim, 8 rosyjskim, 3 mołdawskim, a 3 białoruskim.